# Sosie de personnalité politique
Un sosie de personnalité politique est une personne employée pour personnifier une personnalité politique, pour détourner l'attention de la vraie personne ou pour prendre des risques à sa place. Cela peut s'appliquer à des officiels militaires ou à des civils personnifiés pour des buts politiques ou d'espionnage.
Les sosies de personnalité politique sont choisis du fait de leur forte ressemblance physique avec la personne concernée. Cette ressemblance peut être renforcée par de la chirurgie esthétique. Souvent, ces sosies sont entraînés pour parler et se comporter comme leur « cible ».

## Sosies de personnalité politique dans l'Histoire
- Meyrick Edward Clifton James, acteur et soldat australien, connu pour avoir été le sosie du maréchal Bernard Montgomery quelques semaines avant le débarquement de Normandie.

## Sources
- (en) Cet article est partiellement ou en totalité issu de l’article de Wikipédia en anglais intitulé « Political decoy » (voir la liste des auteurs).